# Amor adult
Amor adult (originalment en danès, Kærlighed for voksne) és una pel·lícula danesa de 2022, del gènere thriller, dirigida per Barbara Topsøe-Rothenborg i protagonitzada per Dar Salim i Sonja Richter. Està basada en la novel·la homònima d'Anna Ekberg. S'ha subtitulat al català.

## Sinopsi
Leonora (Sonja Richter) descobreix que el seu marit Christian (Dar Salim) l'enganya. Tots dos prendran mesures dràstiques per a aconseguir les seves finalitats, i demostren que la línia entre l'amor i l'odi a vegades és molt prima.

## Repartiment
- Dar Salim - Christian
- Sonja Richter - Leonora
- Sus Wilkins - Xenia
- Lars Ranthe - Kim
- Morten Burian - Peter
- Susanne Storm - Kassandra
- Mads Kruse - Carl